# Pedopsiquiatria
A Pedopsiquiatria ou Psiquiatria da Infância e da Adolescência é uma especialidade médica que existe em Portugal desde 1984. É uma especialidade autónoma e independente da Psiquiatria Geral.
A Pedopsiquiatria está directamente relacionada com o estudo, avaliação e tratamento das perturbações emocionais e do comportamento na infância e na adolescência (geralmente até aos 18 anos).
Tem como principais objectivos a promoção de um normal desenvolvimento psicoafectivo, e a prevenção e tratamento de perturbações mentais e afectivas na esfera individual e/ou familiar.
A intervenção pode incluir a prescrição de fármacos, consultas terapêuticas (psicoterapia), bem como intervenções familiares, sempre com o objectivo último de promover o bem-estar psíquico.
A intervenção em saúde mental infanto-juvenil deve, sempre que possível, privilegiar um trabalho interdisciplinar entre os vários técnicos e os recursos existentes, de forma a dar uma resposta global e compreensiva às necessidades da criança ou adolescente.

Indicações para consulta de Pedopsiquiatria:

## Dos 0-3 anos (Primeira Infância)
Perturbações de sono e alimentares
Atrasos Globais do Desenvolvimento
Violência Doméstica
Perturbações do Espectro do Autismo (Pert. Asperger; Pert. Autística)
Birras
Problemas relacionais

## Dos 4-5 anos (Segunda Infância)
Problemas de comportamento
•	instabilidade psicomotora;
•	agressividade, oposição;
•	inibição;
Violência Doméstica, Abusos
Perturbações da linguagem
Perturbações do sono e alimentares
Medos e Fobias

## Dos 6-12 anos (Terceira Infância)
Dificuldades escolares
•	 integração;
•	 aprendizagem
Violência Doméstica, Abusos
Perturbações do comportamento
•	défice de atenção e hiperactividade;
•	agressividade;
•	inibição;
•	alheamento;
•	alterações do comportamento alimentar;
Vivências depressivas (perdas, luto)

## Dos 13-18 anos (Adolescência)
Violência doméstica, abusos,
Dificuldades escolares
•	recusa em frequentar a escola;
•	maus resultados escolares;
Perturbações do comportamento
•	auto e hetero-agressividade;
•	isolamento;
•	alheamento;
•	condutas suicidárias;
•	alterações do comportamento alimentar;
Estados depressivos
Auto-mutilaçao
Conflitos com os pais

## Tipos de Intervenção
Consulta diagnóstica ou 1ª consulta
Consulta de seguimento
Consultas terapêuticas
Psicoterapia individual
Intervenção familiar
Terapia pai-mãe-bebé
Contacto e articulação com escolas, Comissão de Menores e Tribunal